# Keeper of the Flame (album)
Keeper of the Flame è un album in studio del gruppo musicale olandese Golden Earring, pubblicato nel 1984 dalla Mercury Records.

## Tracce
1. "Can Do That - 4:23
2. "Too Much Woman" - 3:47
3. "One Word" - 4:27
4. "Keeper of the Flame" - 6:01
5. "Turn the World Around" - 5:32
6. "Circles" - 4:08
7. "Say my Prayer" - 4:41
8. "Why Do I" – 4:44
9. "A Shout in the Dark" - 5:52
10. "My Killer My Shadow" - 6:09

## Formazione

### Gruppo
- Barry Hay - voce
- George Kooymans - chitarra
- Tijn Smit   - tastiera
- Rinus Gerritsen -  basso
- Cesar Zuiderwijk -batteria